# جاي ديفيز
جاي ديفيز (بالإنجليزية: Jay Davies)‏ (26 ديسمبر 1991 داجنهام المملكة المتحدة - ) هو لاعب كرة قدم بريطاني يلعب كلاعب وسط.

## روابط خارجية
- جاي ديفيز على موقع قاعدة بيانات كرة القدم.إي يو (الإنجليزية)
- جاي ديفيز على موقع Soccerbase.com (لاعب) (الإنجليزية)
- جاي ديفيز على موقع Soccerway.com (الإنجليزية)